# Mordella trifasciata
Mordella trifasciata es una especie de coleóptero de la familia Mordellidae.

## Distribución geográfica
Habita en Brasil y en la Guayana francesa.